# Maladera eluctabilis
Maladera eluctabilis är en skalbaggsart som beskrevs av Brenske 1899. Maladera eluctabilis ingår i släktet Maladera och familjen Melolonthidae. Inga underarter finns listade i Catalogue of Life.